# Transizione di genere
Si definisce transizione di genere il percorso che porta un individuo a smettere di vivere secondo ruolo e fisionomia di genere relativi al genere biologico (sesso biologico) per arrivare a vivere pienamente nel genere in cui si identifica, che può essere maschile, femminile o non binario. In Italia il termine è riferito solitamente all'iter che comprende:
- Il percorso psicologico che ha il compito di guidare la persona trans nel suo personale percorso di transizione;
- Eventuali interventi fisici o transizione medica per adeguare il proprio corpo alla percezione che si ha di sé (interventi naturali, ormonali e/o chirurgici).
- Tutto il percorso legale e burocratico per ottenere il cambio anagrafico e, di conseguenza, sui documenti.

Il processo di transizione comprende quindi il momento del coming out (sia esso personale o rivolto ad altri), la graduale transizione sociale e l'eventuale percorso di riassegnazione sessuale (il desiderio di intraprendere una transizione medica non accomuna tutte le persone trans). Non necessariamente in questo ordine.
Il processo di transizione non è da confondersi in nessun modo con il crossdressing, in quanto quest'ultimo riguarda un'attività ludica improntata sull'espressione di genere, mentre la transizione si basa sull'identità di genere.

## La legge in Italia
In Italia, dopo una mobilitazione del Movimento Identità Trans e dei Radicali, che sensibilizzò l'opinione pubblica sulla questione, si arrivò alla legge 164 del 14 aprile 1982. Questa legge riconosce alle persone transessuali la loro condizione e ne riconosce il sesso di transizione. La legge recita all'art. 3: 
(Legge 14 aprile 1982, n. 164)
Nella teoria, dunque, nel caso il medico non ritenga necessario l'intervento chirurgico per raggiungere l'equilibrio, in Italia è possibile comunque ottenere il cambiamento dei dati anagrafici, come ha chiarito una sentenza del Tribunale di Roma nel 2012. Nei fatti, si è sempre data una interpretazione rigida della legge e si è dunque sempre ritenuto necessario l'intervento chirurgico al fine dell'adeguamento dei dati anagrafici.

### LaPiccola soluzionee laGrande soluzione
Come obiettivo di massima della mobilitazione da parte del Movimento Identità Trans e dei Radicali si considerò la legge tedesca (10 settembre 1980, I, nr.1654), che prevedeva due "tappe", chiamate soluzioni:
- PRIMA TAPPA: attraverso la cosiddetta piccola soluzione si riattribuisce anagraficamente un nome adatto alle istanze della persona trans, senza alcuna necessità di interventi ormonali e/o chirurgici sul viso.
- SECONDA TAPPA: la grande soluzione, che rimane facoltativa, permette (dopo almeno due anni di vita vissuta come appartenente al genere in cui ci si identifica e dopo varie verifiche) di accedere all'iter che porta fisicamente alla riassegnazione chirurgica del sesso.

Nel dicembre 2022 in Spagna è stata approvata una legge  che consente il cambiamento del nome sui documenti senza dover intervenire chirurgicamente sul proprio corpo e senza procedure giudiziarie e senza terapia ormonale sulla base dell’autodeterminazione di genere.

### La Corte di Cassazione
In deroga alla legge n. 164/1982 (vigente al 2023) che prevede l'obbligatorietà dell'intervento chirurgico ai fini della riattribuzione del sesso anagrafico, con sentenza n. 221/2015 la Consulta ha stabilito che tale intervento non è più necessario né obbligatorio. Anche la Cassazione si è pronunciata in tal senso.
L’art. 1, comma 26, della L. n. 76 del 2016 prevede espressamente che “la sentenza di rettificazione di attribuzione di sesso determina lo scioglimento dell’unione civile tra persone dello stesso sesso”. Il comma 27 stabilisce l'instaurazione di unione tra persone dello stesso sesso qualora la transizione abbia avuto luogo in una coppia eterosessuale e le parti " abbiano manifestato la volontà di non sciogliere il matrimonio o di non cessarne gli effetti civili." Tuttavia, nel primo caso, lo scioglimento dell'unione civile fra persone del medesimo sesso non dà automaticamente luogo al riconoscimento di un matrimonio civile, parificato a quello di una coppia eterosessuale.
Il tribunale di Trapani il 6 luglio 2023 ha riconosciuto a una donna transgender il diritto di cambiare nome e identità di genere all’anagrafe senza alcun intervento chirurgico effettuato o programmato e senza alcuna terapia ormonale; primo caso in Italia di una donna transgender riconosciuto dai giudici .

## L'iter legale oggi
La legge 164 del 14 aprile 1982 non prevede un regolamento di applicazione, quindi - a oggi - la procedura giudiziaria è frutto di un'interpretazione tendenzialmente condivisa, che lascia comunque ampi vuoti. La legge non descrive una "normalità" acclarata né una "diversità" certa da correggere, non si esprime in modo rigoroso e restrittivo, quindi dà luogo alla possibilità di non uniformarsi del tutto agli stereotipi di genere.
- La persona trans deve presentare un'istanza al tribunale della zona di residenza (si preferisce allegare una perizia tecnica favorevole da un perito di parte accreditato presso il Tribunale stesso).
- Il tribunale, nel caso lo ritenga necessario, nomina un consulente tecnico d'ufficio (per esempio se non si è presentata una perizia autonomamente o nel caso sia prassi consolidata in quella sede).
- Con la sentenza positiva del tribunale, ci si può rivolgere alle strutture ospedaliere per richiedere gli interventi chirurgici: penectomia, orchiectomia ed eventualmente vaginoplastica per le persone trans che intraprendono una transizione femminilizzante; mastectomia, isterectomia ed eventualmente falloplastica o metoidioplastica per le persone trans che intraprendono una transizione mascolinizzante.
- Dopo essersi sottoposti agli interventi demolitivi bisogna nuovamente rivolgersi al tribunale per il cambiamento di stato anagrafico, attraverso il quale i documenti di identità (patente di guida, titoli di studio, licenze, certificati di proprietà)[10] vengono modificati per sesso e per nome, con l'eccezione del casellario giudiziario e l'estratto integrale di nascita, documenti che possono essere richiesti esclusivamente dallo Stato o da enti pubblici.

Si può osservare che rimane difficile eliminare ogni traccia che riguardi il nome e il sesso originari, nonostante sia questa un'intenzione alla base della legge: i curricula scolastici e accademici, alcuni attestati e certificazioni in alcuni casi non sono riscrivibili. E anche nel caso di figli biologici si rende impossibile la ri-certificazione.

## Gli interventi fisici
Il più antico intervento di cui si abbia un resoconto storico (la cui veridicità è peraltro contestata) sembra essere quello cui Nerone sottopose un giovane liberto, Sporo, dalle fattezze muliebri e simili a quelle di Poppea. Dopo la morte di quest'ultima, Nerone lo avrebbe fatto castrare e rivestire di abiti e belletti femminili, unendosi con lui in un vero e proprio matrimonio.
Tuttavia, non è possibile, attualmente, impiantare gli organi genitali nell'individuo che ha cambiato sesso, ma si può rimuovere il pene (transizione femminilizzante) o farsene trapiantare uno (transizione mascolinizzante).

### Transizione
Il primo intervento documentato di cambio di sesso riguarda Dora Richter che tra il 1922 e il 1931 si sottopose ad asportazione chirurgica dei testicoli, asportazione del pene e vaginoplastica. In seguito Lili Elbe, che si sottopose a intervento nel 1930, ispirò il libro e l'omonimo film da esso tratto, The Danish Girl.
Nel terzo millennio si è verificata un fenomeno crescente di transizione minorile, che ha portato a indagini al riguardo, sollevando come queste venissero effettuate su soggetti a rischio di problemi mentali, effettuando l'intervento anche senza il consenso dei genitori o giudici, ma solo dei medici e dei diretti interessati, costringendo il governo a chiudere la "Tavistock’s Gender Service" del Tavistock and Portman Nhs Foundation Trust di Londra, portando all'apertura di nuovi servizi esplicitamente pensati per minori

### De-transizione
La detransizione è la cessazione o l'inversione di un'identificazione transgender o di una transizione di genere, temporaneamente o permanentemente, attraverso mezzi sociali, legali e/o medici. Il termine è più ampio e descrive una molteplicità di fenomeni rispetto al mero concetto di "rimpianto" e la decisione può essere basata su una serie di ragioni, tra cui un cambiamento nell'identità di genere, problemi di salute legati alle terapie ormonali, pressione sociale o economica, discriminazione, stigma 14 convinzioni politiche o religiose.
Alcuni studiosi utilizzano il termine ritransizione piuttosto che detransizione, ed il termine è anche utilizzato per descrivere la ripresa della transizione o dell'identità transgender a seguito di una detransizione.
Il primo intervento di de-transizione è avvenuto nel 1991 su Walt Heyer.
La prevalenza stimata della detransizione varia a seconda delle definizioni e della metodologia, con stime che vanno dall'1% all'8% 15 C'è incertezza intorno alle stime a causa di limitazioni metodologiche 16. Gli studi formali sulla detransizione sono stati pochi di numero, politicamente controversi e incoerenti nel modo in cui caratterizzano il fenomeno 17 la cui stessa definizione è ampia ed individuale.
Il fenomeno del pentimento alla transizione non è chiaro, principalmente per l'imprecisione della misura della detransizione e del rimpianto dei casi più recenti con perdite di follow-up ed i quali possono essere inadeguati, sull'affidamento su campioni di parte o campioni con scarsa generalizzabilità in quanto pur precisi, sono basati su casi poco recenti molto standardizzati e che non rappresentano una popolazione giovane, in alcuni casi l'analisi del fenomeno viene ostacolata o si fa ricadere la colpa su chi si è sottoposto ad interventi
Fuori dal contesto scientifico, alcune organizzazioni politiche o para-religiose, talvolta con legami con le cosiddette terapie di conversione o riparatorie, hanno utilizzato le narrazioni di detransizioni per promuovere una retorica  transfobica 18 19 20 contro tutte le terapie di affermazione di genere.